# Sampelga
Sampelga là một tổng của tỉnh Séno ở phía bắc Burkina Faso. Thủ phủ của tổng này là thị xã Sampelga. Dân số năm 2006 là 19.208 người.

## Các thị xã và các làng
Aligaga I, Aligaga II, Bandiedaga, Damdegou, Niagassi, Waboti I, Waboti II và Woulmassoutou.